# Satz von Abel-Ruffini
Der mathematische Satz von Abel-Ruffini besagt, dass die allgemeine Polynomgleichung fünften oder höheren Grades nicht durch Radikale, d. h. Wurzelausdrücke, auflösbar ist. In älterer Literatur wird er auch gelegentlich als „Abelscher Unmöglichkeitssatz“ bezeichnet.

## Geschichte

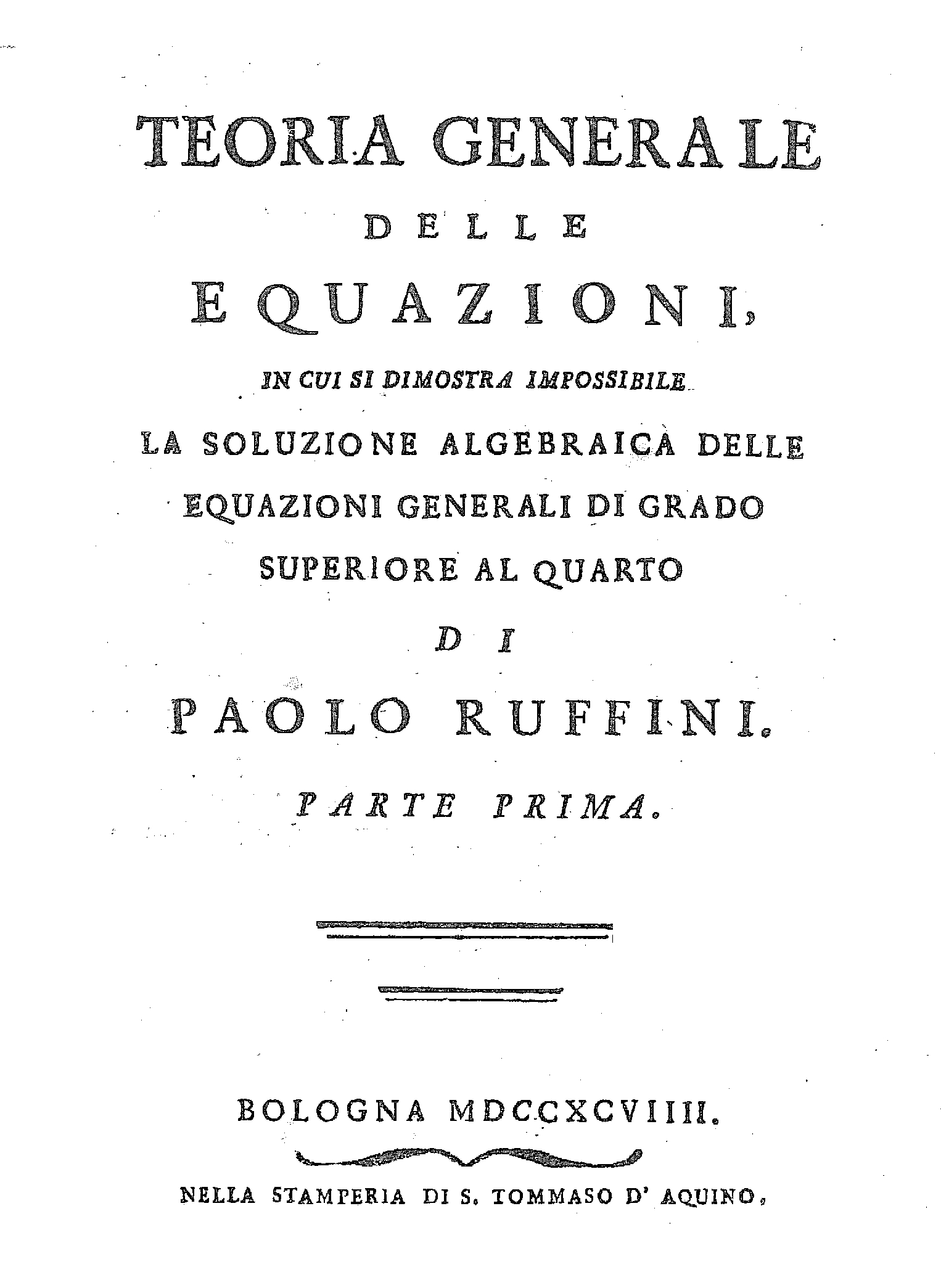
Paolo Ruffini, Teoria generale delle equazioni, 1799

Der erste Beweis dieses Satzes wurde von Paolo Ruffini im Jahr 1799 veröffentlicht. Dieser Beweis war jedoch lückenhaft und wurde zudem weitgehend ignoriert. Ein vollständiger Beweis gelang 1824 Niels Henrik Abel.
Tieferen Einblick in das Problem gewährt die wenig später von Évariste Galois entwickelte Galoistheorie. Unter Verwendung der allgemeineren Resultate der Galoistheorie müssen zum Beweis des Satzes von Abel-Ruffini nur zwei Punkte gezeigt werden:
- Die allgemeine Gleichung fünften Grades (d. h. die Gleichung mit Unbestimmten als Koeffizienten) besitzt als Galoisgruppe die symmetrische Gruppe {\displaystyle S_{5}}
- Die symmetrische Gruppe {\displaystyle S_{5}} ist nicht auflösbar, denn sie enthält als einzigen echten Normalteiler die alternierende Gruppe {\displaystyle A_{5}} von der Ordnung 60, und diese ist einfach und nicht von Primzahlordnung (also nicht (prim)zyklisch, mithin nicht abelsch).

Da für die Auflösbarkeit einer Gleichung durch Radikale gemäß der Theorie von Évariste Galois gerade die Auflösbarkeit der Galoisgruppe das entscheidende Kriterium darstellt, ist also die allgemeine Gleichung fünften Grades (und höher) nicht durch Radikale auflösbar.

## Formulierung des Satzes
Das allgemeine Polynom {\displaystyle f(X)} bzw. die allgemeine Gleichung {\displaystyle f(X)=0} vom Grade {\displaystyle n} betrachtet das Polynom {\displaystyle f(X)=X^{n}+s_{1}X^{n-1}+s_{2}X^{n-2}+\dots s_{n-1}X+s_{n}=\prod _{i=1}^{n}(X-x_{i})} über dem Körper {\displaystyle \mathbb {L} :=K(x_{1},\dots ,x_{n})} der gebrochen rationalen Polynomen in den Unbestimmten {\displaystyle x_{i}}, also über dem Quotientenkörper des Integritätsringes der ganzrationalen Polynome (über einem Körper {\displaystyle K}) in diesen Unbestimmten. Dabei sind die Koeffizienten {\displaystyle s_{i}} nicht beliebig gewählte rationale Polynome in den Unbestimmten {\displaystyle x_{i}}, sondern es sind die elementarsymmetrischen Polynomen {\displaystyle s_{i}(x_{1},\dots ,x_{n})} der Nullstellen {\displaystyle x_{i}} des Polynoms {\displaystyle f(X)}. Diese sind algebraisch unabhängig über {\displaystyle K}. Aufgrund des Hauptsatzes über elementarsymmetrische Funktionen besteht der Körper {\displaystyle \mathbb {K} :=K(s_{1},\dots ,s_{n})} aus allen denjenigen rationalen Polynomen („Funktionen“) aus {\displaystyle \mathbb {L} }, die symmetrisch in den Unbestimmten {\displaystyle x_{i}} sind. Das allgemeine Polynom {\displaystyle f(X)} besitzt also Koeffizienten aus {\displaystyle \mathbb {K} } und sein Zerfällungskörper ist {\displaystyle \mathbb {L} }.
Der Satz von Abel-Ruffini besagt, dass die Nullstellen des allgemeinen Polynoms {\displaystyle f(X)} vom Grade {\displaystyle 5} oder höher nicht durch Radikale in {\displaystyle \mathbb {K} } darstellbar sind.
Wie oben erwähnt, genügt (aus moderner Sicht) zum Beweis des Satzes nachzuweisen, dass {\displaystyle \mathbb {L} /\mathbb {K} } eine Galoiserweiterung ist und seine Galoisgruppe {\displaystyle G(\mathbb {L} /\mathbb {K} )} isomorph zur vollen symmetrischen Gruppe vom Grade {\displaystyle n}. Da diese nicht auflösbar ist, folgt der Satz von Abel-Ruffini aufgrund von Ergebnissen der Galoistheorie.